# Laura Ainsworth

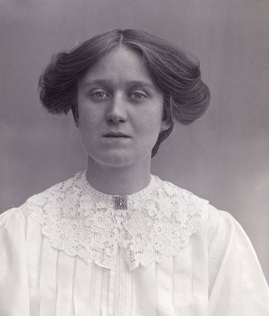
Laura Ainsworth, 1911

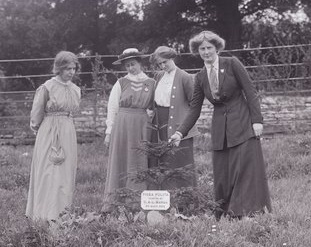
Charlotte Marsh (links) beim Setzen eines Baumes im Garten von Eagle House mit Laura Ainsworth (zweite von rechts), Annie Kenney (zweite von links) und Mary Blathwayt (rechts) als Zeuginnen.

Laura Frances Ainsworth (* 1885 in Blything, East Suffolk; † 1958 in Yorkshire) war eine englisch-britische Lehrerin und Suffragette. Sie war bei der Women’s Social and Political Union (WSPU) angestellt und war eine der ersten Suffragetten, die zwangsernährt wurden. Sie verließ die WSPU 1912 aus Protest gegen den Ausschluss des Ehepaars Emmeline und Frederick Pethick-Lawrence, setzte sich aber weiterhin für das Frauenwahlrecht ein.

## Leben
Ainsworth wurde in Suffolk geboren und wuchs in Salisbury auf. Sie wurde Lehrerin, entschied sich aber 1909, hauptberuflich für die Women’s Social and Political Union (WSPU) tätig zu werden.
Ainsworth wurde abgestellt, um zusammen mit Gladice Keevil die Aktivitäten der WSPU in den Midlands zu koordinieren. Sie war an dem Protest vom 17. September 1909 beteiligt, als Charlotte Marsh, Mary Leigh und Patricia Woodlock auf das Dach der Bingley Hall in Birmingham kletterten. Sie protestierten damit gegen den Ausschluss von Frauen von einer politischen Versammlung, auf der der britische Premierminister H. H. Asquith eine Rede hielt. Marsh, Leigh und Woodlock warfen mit einer Axt aufgebrochene Dachziegel auf das Auto von Asquith und auf die Polizei. Nach weiteren Vorfällen, wie dem Einschlagen von Scheiben, kamen Ainsworth, Marsh, Leigh, Woodlock zusammen mit Mabel Capper und Evaline Hilda Burkitt vor Gericht und wurden in das Winson Green Prison eingewiesen. wo sie bei ihrer Ankunft laut Protestlieder sangen und sich weigerten, Gefängniskleidung zu tragen, da sie sich als „politische Häftlinge“ und nicht als Kriminelle ansahen. Ainsworth trat zusammen mit Leigh, Marsh, Burkitt und Capper in den Hungerstreik und sie wurden die ersten Suffragetten, die zwangsernährt wurden.
Ainsworth lehnte die Zwangsernährung als Folge des Hungerstreiks ab. Nach ihrer Entlassung schrieb sie in Votes for Women vom 8. Oktober 1909 einen offenen Brief an Marion Wallace Dunlop, die das Mittel des Hungerstreiks als erste angewendet hatte, in dem sie ihre Erfahrungen beschrieb: „Ein schreckliches Gefühl des Erstickens und der Betäubung“, und das Entfernen des Schlauches habe sich angefühlt, „als ob mein Inneres herausgezogen würde“. Die WSPU nutzte die Gelegenheit für Publicity und bereitete nach einem ärztlichen Bericht über körperliche und psychische Schäden in ihrem Namen eine (erfolglose) Klage wegen Körperverletzung gegen den Innenminister und die Gefängnisbehörden vor. Ernest Helby, der die Zwangsernährung durchgeführt hatte, schrieb seinerseits an das Innenministerium, er sei auf der Straße von Ainsworth und Woodlock bedroht worden, aber die Polizei hielt den Fall geheim.
Ainsworth befand sich mit dem Suffragisten Hugh Franklin in dem Zug, in dem er Winston Churchill wegen seiner Haltung zu den Suffragetten zur Rede stellte und eine Szene verursachte, in deren Folge er verhaftet wurde und im Gefängnis in den Hungerstreik trat.
Sie arbeitete 1910 im Woman’s Press Shop und war Organisatorin in Kent. Am 2. April 1911 fand die britische Volkszählung statt, bei der die Regierung die Daten aller im Vereinigten Königreich lebenden Personen erfasste. Die WSPU hatte im Rahmen ihrer Kampagne des zivilen Ungehorsams beschlossen, dass Frauen, „wenn sie nicht zählten, auch nicht gezählt würden“. Ainsworth mietete einen Raum, der von einer Tanzakademie im als Jezreel’s Tower bekannten religiösen Gebäude in Gillingham genutzt wurde. Ainsworth war vor Ort bei einer WSPU-Unterstützerin untergebracht. Über 40 Frauen versammelten sich im Jezreel’s Tower, um während der Volkszählung nicht zu Hause zu sein. Sie vergnügten sich jedoch so sehr, dass die Polizei gerufen wurde, die den Zählern einen Tipp gab, so dass sie doch gezählt wurden. In der Volkszählungsmeldung heißt es: „Party of Suffragettes assembled in Dancing Academy – 40 in number 1 male and 39 females“, aber es wird nicht angegeben, wer dort war.
1911 wurde sie mit Marsh nach Eagle House, dem Haus von Mary Blathwayt und ihren Eltern eingeladen. Dort pflanzten führende Suffragetten im Garten Bäume ein, um an ihre Leistungen zu erinnern, in ihrem Fall eine Lawsons Scheinzypresse. Jedes Ereignis wurde auf einer Gedenktafel festgehalten, und Colonel Linley Blathwayt machte Fotos.
Ainsworth wurde zudem wie andere von der WSPU mit einer Hungerstreik-Medaille „for valour“ ausgezeichnet.
Sie verließ 1912 die WSPU in Newcastle upon Tyne aus Protest gegen den Ausschluss des Ehepaars Emmeline und Frederick Pethick-Lawrence und arbeitete anschließend für deren Zeitschrift Votes for Women und in der National Political League. Die National Political League war 1911 von Mary Broadhurst und Margaret Milne Farquharson gegründet worden und 1913 wurde Ainsworth Sekretärin der NPL.
In den 1930er Jahren war Ainsworth in der Frauensektion der Royal British Legion aktiv. Sie starb 1958 in Yorkshire.